# Belonoglanis
Belonoglanis es un género de peces actinopeterigios de agua dulce, distribuidos por ríos del centro de África.

## Especies
Existen solamente dos especies reconocidas en este género:
- Belonoglanis brieni Poll, 1959
- Belonoglanis tenuis Boulenger, 1902